# Auguste Mariette

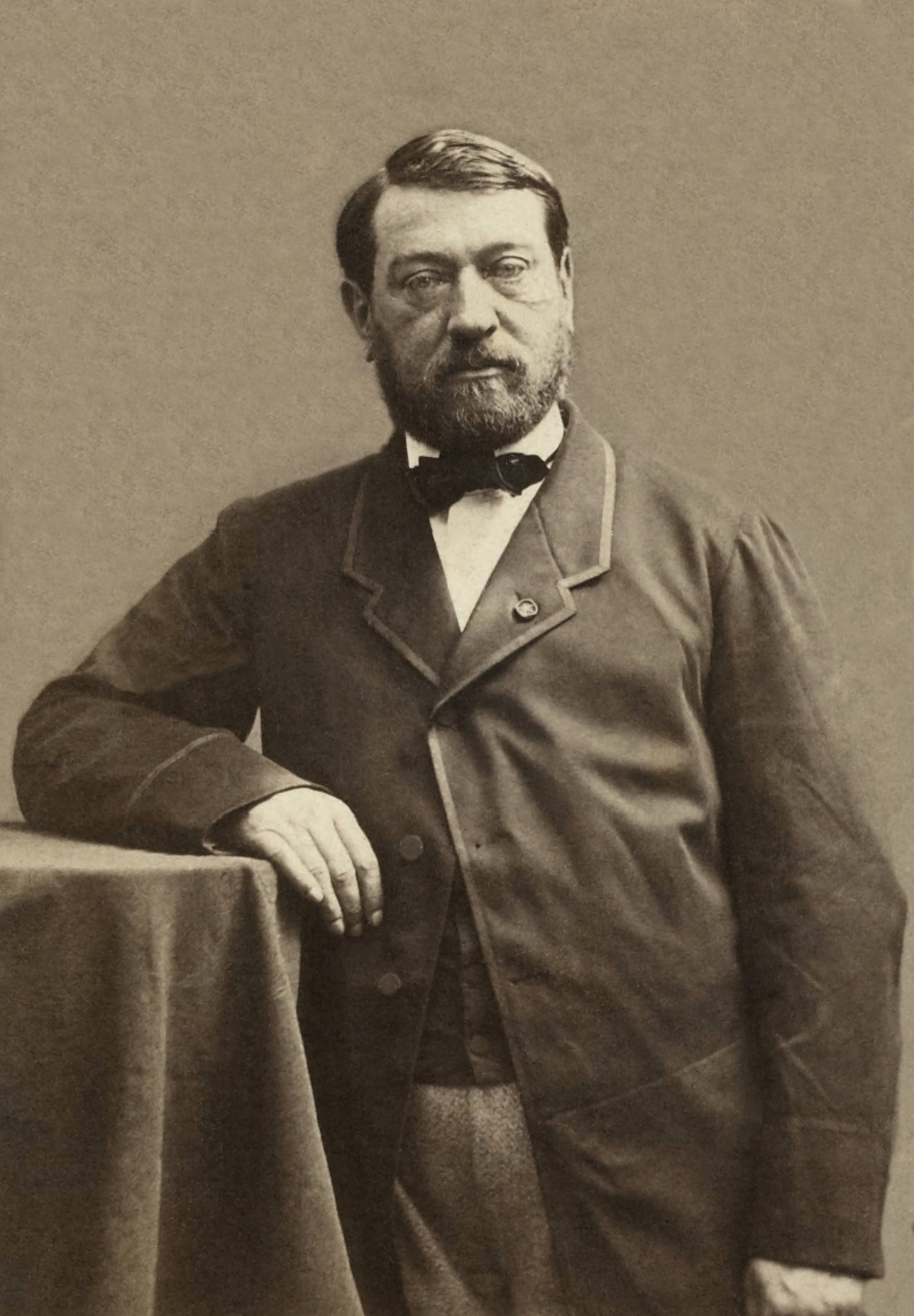
Auguste Mariette (fot. Nadar, ok. 1861)

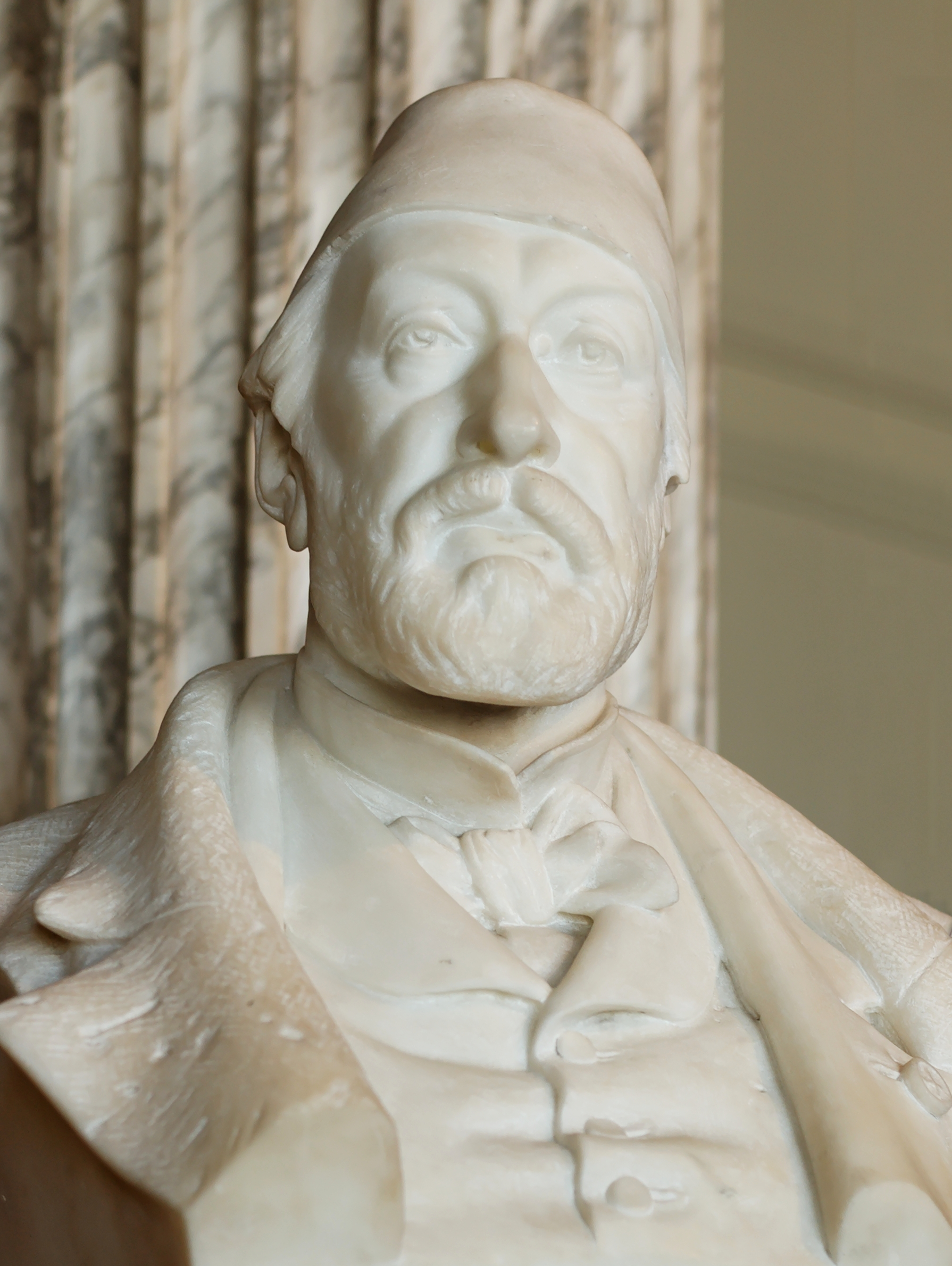
Auguste Mariette – popiersie ze zbiorów w Luwrze

Auguste Ferdinand François Mariette (ur. 11 lutego 1821 w Boulogne-sur-Mer, zm. 19 stycznia 1881 w Kairze) – francuski historyk, archeolog i egiptolog, założyciel Muzeum Egipskiego w Kairze.

## Życiorys
Był utalentowanym kreślarzem i projektantem, dorabiającym pisaniem artykułów o tematyce historycznej i archeologicznej w lokalnych periodykach. Po śmierci kuzyna, Nestora L'Hote, współpracownika i przyjaciela Champolliona, podczas sortowania i porządkowania jego osobistych zapisków i dokumentów zainteresował się tematyką Starożytnego Egiptu. Rozpoczął zgłębianie wiedzy na temat hieroglifów egipskich i pisma koptyjskiego. Wykonany w 1847 roku katalog kolekcji egipskiej z muzeum w Boulogne-sur-Mer przyniósł mu uznanie ze strony pracowników Muzeum w Luwrze.
W 1850 roku został wysłany do Egiptu z misją poszukiwania i pozyskiwania do kolekcji w Luwrze, manuskryptów koptyjskich, arabskich, syryjskich i etiopskich. Zaraz po przyjeździe, kierując się wskazówkami greckiego geografa Strabona, rozpoczął w Sakkarze poszukiwania Serapeum – podziemnego cmentarzyska świętych byków Apisów. Już na początku prac odkryto wspaniałą aleję sfinksów, liczącą 141 rzeźb. Następnie dokonano odkrycia zespołu hellenistycznych rzeźb – tzw. Hemicykl poetów i filozofów. Kopiąc dalej, 1 listopada 1850 roku, odkrywcy dotarli do wejścia do ogromnego hypogeum. Wewnątrz odkryto 28 krypt, z których 24 zawierały ogromne lecz puste sarkofagi. W znajdującym się obok drugim podziemiu, w kompleksie mniejszych krypt, odkryto 28 mumii świętych byków Apisów.
W trakcie kontynuowania prac, w 1852 roku odkryto w Serapeum, obok grobowców świętych byków, komorę grobową zawierającą szczątki księcia Chaemuaseta, syna Ramzesa II, Wielkiego Kapłana Sem boga Ptaha. Program poszukiwania manuskryptów natychmiast zarzucono, a całą uwagę skupiono na dalszych poszukiwaniach wspaniałych eksponatów, mających wzbogacić kolekcje w Luwrze.
Po powrocie do Paryża, Mariette powierzono stanowisko asystenta konserwatora w Muzeum w Luwrze. W 1858 roku przeniósł się wraz z rodziną do Kairu, gdzie objął stanowisko konserwatora zabytków, stworzone specjalnie dla niego. Od tego momentu jego kariera rozwijała się błyskawicznie, a znaczą ją sukcesy i powszechne uznanie. W tym samym roku utworzył w Bulak (północna dzielnica Kairu) pierwsze muzeum w Egipcie, zaczątek późniejszego Muzeum Egipskiego, które miało powstrzymać niekontrolowane wykopaliska, dokonywane przez samozwańczych archeologów, i wywóz z Egiptu znalezionych eksponatów, który stał się niepokojąco częstym zjawiskiem.
Mariette brał udział w eksploracji nekropoli w Meidum, Abydos i Tebach. Przebadał wielką świątynię w Denderze. W 1860 roku odkopał z piasków wielką świątynię w Edfu. Prowadził prace w Karnaku, odkopał Medinet Habu, a 1858 roku w Deir el-Bahari odkrył skrytkę, zawierająca 71 sarkofagów kapłanów Montu. W 1863 roku odkopał w Tanis słynną "Stelę roku 400" – poświęconą czterechsetnej rocznicy panowania Seta – założenia świątyni Seta w Awaris, później zakopaną i odkrytą ponownie w 1933 roku. Odkopał z piasków okolice Wielkiego Sfinksa, odsłaniając zbudowaną z granitu i wapienia Świątynię Sfinksa w Gizie. W jej przedsionku, pośród wielu fragmentów, w głębokim szybie odkryto wspaniałą statuę Chefrena, siedzącego na tronie pod opieką Horusa, obejmującego szyję króla, jedną z najpiękniejszych rzeźb z kolekcji Muzeum Egipskiego w Kairze.
W 1880 roku, za namową Gastona Maspero zezwolił na eksploracje ruin piramidy Merenre I, w wyniku której Maspero odkrył słynne Teksty Piramid. Całą swoją działalnością przyczynił się do ochrony i uratowania wielu bezcennych skarbów kultury i sztuki Starożytnego Egiptu. Był wieloletnim szefem Służby Starożytności i Muzeum Egipskiego. Zmarł w Kairze w wieku 60 lat.